# James Vesey
James Edward Vesey Jr, dit Jimmy Vesey, (né le 26 mai 1993 à Boston, État du Massachusetts aux États-Unis) est un joueur professionnel américain de hockey sur glace. Il évolue au poste d'attaquant. Il est le fils du joueur de la Ligue nationale de hockey Jim Vesey.

## Biographie

### Carrière en club
Vesey termine son unique saison avec les Kings de South Shore lorsqu'il est choisi au troisième tour, en soixante-sixième position par les Predators de Nashville lors du repêchage d'entrée dans la LNH 2012. Il débute ensuite un cursus universitaire et évolue avec le Crimson d'Harvard dans le championnat NCAA. L'équipe remporte le championnat ECAC 2015. Il est capitaine de Harvard en 2015-2016. Vesey reçoit le trophée Hobey-Baker en 2016. 
Le 20 juin 2016, les Sabres de Buffalo font l'acquisition de ses droits de négociation à la suite d'un échange avec les Predators de Nashville. Le 19 août 2016, il signe finalement un contrat avec les Rangers de New York. 
Le 13 octobre 2016, il joue son premier match dans la Ligue nationale de hockey avec les Rangers face aux Islanders de New York.
Le 1er juillet 2019, il est échangé aux Sabres de Buffalo en retour d'un choix de 3e tour en 2021.
De 2020 à 2025, il joue successivement pour les Maple Leafs de Toronto, les Canucks de Vancouver, les Devils du New Jersey et les Rangers de New York.
Le 1er mars 2025, il est impliqué dans un échange à cinq joueurs entre les Rangers et l'Avalanche du Colorado. Vesey prend la direction du Colorado en compagnie du défenseur Ryan Lindgren et de l'espoir Hank Kempf. En retour, New York reçoit l'attaquant Juuso Pärssinen, le défenseur Calvin de Haan et des choix conditionnels de 2e et 4e tour en 2025.

### Carrière internationale
Il représente les États-Unis au niveau international. Il prend part aux sélections jeunes.

## Statistiques

### En club
| Saison     | Équipe                 | Ligue      |     | Saison régulière | Saison régulière | Saison régulière | Saison régulière | Saison régulière |   | Séries éliminatoires | Séries éliminatoires | Séries éliminatoires | Séries éliminatoires | Séries éliminatoires |
| Saison     | Équipe                 | Ligue      | PJ  | B                | A                | Pts              | Pun              | PJ               | B | A                    | Pts                  | Pun                  |                      |                      |
| 2009-2010  | Belmont Hill High      | USHS       | 30  | 13               | 17               | 30               |                  | -                | - | -                    | -                    | -                    |                      |                      |
| 2010-2011  | Belmont Hill High      | USHS       | 32  | 23               | 12               | 35               | 30               | -                | - | -                    | -                    | -                    |                      |                      |
| 2011-2012  | Kings de South Shore   | EJHL       | 45  | 48               | 43               | 91               | 52               | 6                | 5 | 3                    | 8                    | 2                    |                      |                      |
| 2012-2013  | Crimson d'Harvard      | NCAA       | 27  | 11               | 7                | 18               | 25               | -                | - | -                    | -                    | -                    |                      |                      |
| 2013-2014  | Crimson d'Harvard      | NCAA       | 31  | 13               | 9                | 22               | 14               | -                | - | -                    | -                    | -                    |                      |                      |
| 2014-2015  | Crimson d'Harvard      | NCAA       | 37  | 32               | 26               | 58               | 21               | -                | - | -                    | -                    | -                    |                      |                      |
| 2015-2016  | Crimson d'Harvard      | NCAA       | 33  | 24               | 22               | 46               | 6                | -                | - | -                    | -                    | -                    |                      |                      |
| 2016-2017  | Rangers de New York    | LNH        | 80  | 16               | 11               | 27               | 26               | 12               | 1 | 4                    | 5                    | 9                    |                      |                      |
| 2017-2018  | Rangers de New York    | LNH        | 79  | 17               | 11               | 28               | 20               | -                | - | -                    | -                    | -                    |                      |                      |
| 2018-2019  | Rangers de New York    | LNH        | 81  | 17               | 18               | 35               | 21               | -                | - | -                    | -                    | -                    |                      |                      |
| 2019-2020  | Sabres de Buffalo      | LNH        | 64  | 9                | 11               | 20               | 15               | -                | - | -                    | -                    | -                    |                      |                      |
| 2020-2021  | Maple Leafs de Toronto | LNH        | 30  | 5                | 2                | 7                | 4                | -                | - | -                    | -                    | -                    |                      |                      |
| 2020-2021  | Canucks de Vancouver   | LNH        | 20  | 0                | 3                | 3                | 6                | -                | - | -                    | -                    | -                    |                      |                      |
| 2021-2022  | Devils du New Jersey   | LNH        | 68  | 8                | 7                | 15               | 12               | -                | - | -                    | -                    | -                    |                      |                      |
| 2022-2023  | Rangers de New York    | LNH        | 81  | 11               | 14               | 25               | 20               | 7                | 0 | 1                    | 1                    | 10                   |                      |                      |
| 2023-2024  | Rangers de New York    | LNH        | 80  | 13               | 13               | 26               | 20               | 12               | 1 | 2                    | 3                    | 2                    |                      |                      |
| 2024-2025  | Rangers de New York    | LNH        | 33  | 4                | 2                | 6                | 0                | -                | - | -                    | -                    | -                    |                      |                      |
| Totaux LNH | Totaux LNH             | Totaux LNH | 616 | 100              | 92               | 192              | 144              | 31               | 2 | 7                    | 9                    | 21                   |                      |                      |

### En équipe nationale
| Année | Compétition                 |   | PJ | B | A | Pts | Pun | +/-                |  | Résultat |
| 2013  | Championnat du monde junior | 7 | 1  | 4 | 5 | 2   | +3  | Médaille d'or      |  |          |
| 2015  | Championnat du monde        | 9 | 0  | 0 | 0 | 3   | +1  | Médaille de bronze |  |          |

## Trophées et honneurs personnels

### ECAC
- 2012-2013 : nommé dans l'équipe des recrues
- 2014-2015 : 
  - nommé dans la première équipe d'étoiles
  - nommé joueur de l'année
  - nommé meilleur joueur du tournoi final

### NCAA
- 2014-2015 : nommé dans la première équipe d'étoiles de la conférence Est
- 2015-2016 : remporte le trophée Hobey-Baker